# Adalbert Falk
 (janvier 2023).
Pour les articles homonymes, voir Falk.

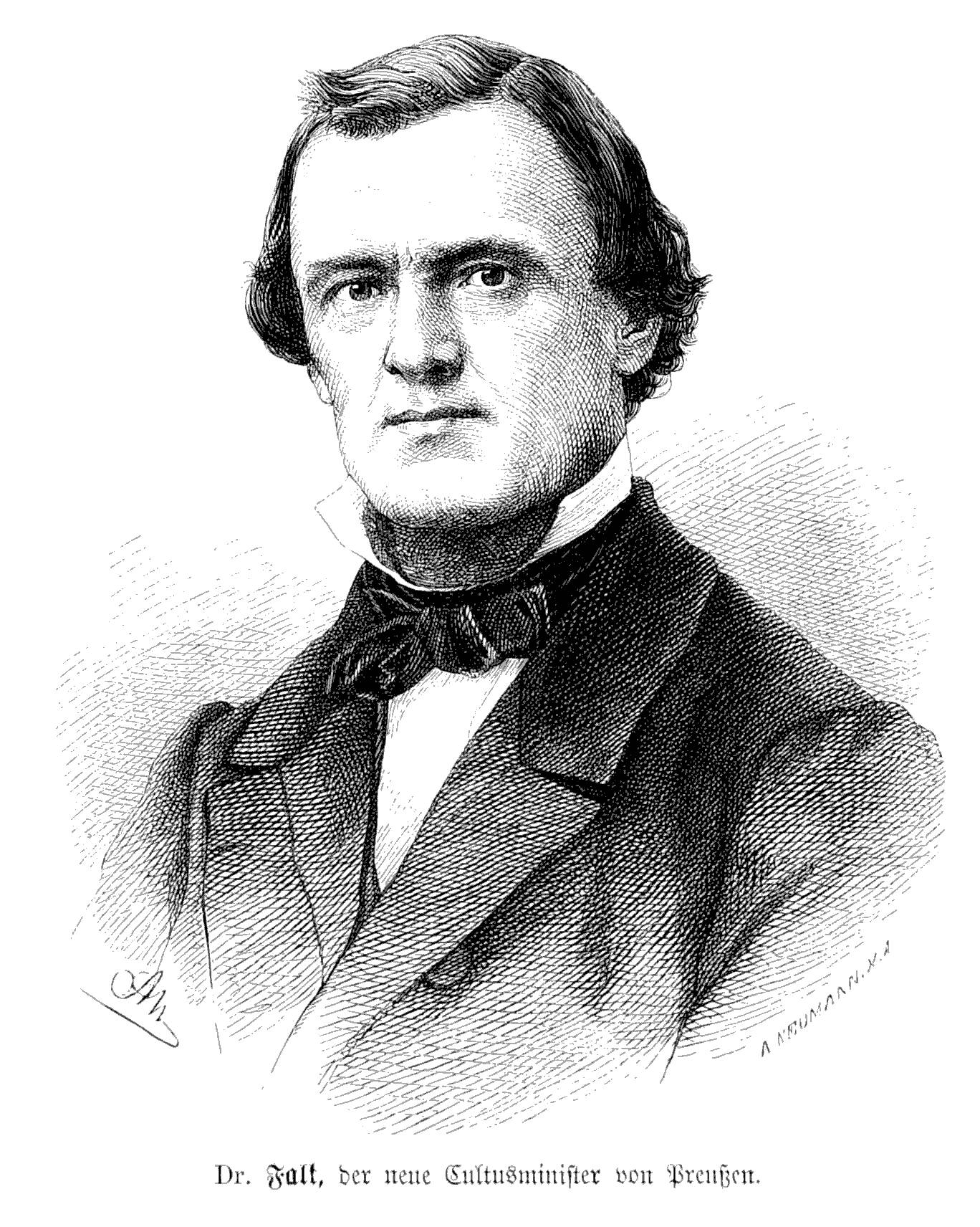
Adalbert Falk 1872

Paul Ludwig Adalbert Falk (né le 10 août 1827 à Metschkau dans l'arrondissement de Striegau, province de Silésie et mort le 7 juillet 1900 à Hamm) est ministre prussien de l'Éducation et président du tribunal régional supérieur d'Hamm (de).

## Biographie
Falk est le fils du pasteur de Waldau près de Liegnitz et (de 1832 à 1838) de l'église de la Trinité de Landeshut (de) Ludwig Falk (1801-1872), plus tard conseiller consistorial royal (à partir de 1838) et (en tant que successeur de son père Johann Gottfried Ludwig Falk) directeur, et sa femme Emma Hoffmann. Alexander Falk (de) est son oncle. Falk reçoit ses premières leçons de son père, qui est un ami du futur prince-évêque Förster et aussi le premier prédicateur à l'église de la Cour de Breslau (de), et plus tard étudie au lycée de Liegnitz.
En 1844, à l'âge de 17 ans, Falk commence à étudier le droit à l'Université Frédéric-Guillaume de Breslau ; plus tard, il change pour la même matière à l'Université Frédéric-Guillaume de Berlin, où il termine ses études en 1847 par un doctorat. Après avoir passé l'examen de clerc en 1847, Falk entre dans la fonction publique. En 1850, il obtient un poste de greffier au tribunal et travaille également comme assistant au parquet de Breslau.
En 1853, Falk est promu procureur et transféré à Lyck en Prusse-Orientale. En 1861, il est nommé au même poste à la cour d'appel de Berlin et, à ce titre, Falk travaille à nouveau comme assistant au ministère de la Justice. Pendant ce temps, Falk révise la loi foncière générale pour les États prussiens (Fünfmännerbuch (de)) et peut ainsi se recommander pour des "tâches plus importantes" au sein du ministère de la Justice.
En 1851, Falk se marie avec Rose Passow, une fille du philologue Franz Passow, à Breslau. Avec elle, il a trois filles et trois fils. L'un de ses fils devient général d'infanterie prussien pendant la Première Guerre mondiale.
Bien qu'il ait refusé d'être fait chevalier, il demande la même élévation pour son fils, qui détenait à l'époque le grade de sous-lieutenant au régiment de fusiliers de la Garde. Il le reçoit en 1879 et s'appelle désormais Adalbert von Falk.
De 1858 à 1861, Falk fait partie du groupe parlementaire Mathis à la Chambre des représentants de Prusse, où il représente le district de Lyck. En tant que membre de la commission militaire du parlement, il soutient entre autres les réformes exigées de l'armée. En 1862, Falk est nommé conseiller à la cour d'appel de Glogau, mais est rappelé au ministère par le ministre de la Justice Adolph Leonhardt (de) et promu au rang de conseiller référendaire. En 1867, Falk est élu au Reichstag inaugural de la Confédération de l'Allemagne du Nord pour Glogau. En 1871, Falk a agi en tant que représentant du gouvernement au Bundesrat et devient membre de la commission pour le code de procédure civile allemand.
Après la démission du ministre de l'Éducation Heinrich von Mühler, Falk reprend le ministère. Son mandat est marqué par le Kulturkampf. Dans le Kulturkampf, il soutient la lutte de Bismarck contre l'influence de l'Église catholique. Il évince le département catholique du ministère mis en place par Friedrich Eichhorn. Falk soumet des aspects importants (par exemple la formation des théologiens) de l'Église catholique au contrôle de l'État par le biais des lois de mai. La loi sur l'inspection scolaire met fin à l'influence de l'Église sur l'école primaire. En outre, son travail est dirigé contre l'enseignement en langue polonaise des enfants catholiques scolarisés en Posnanie et en Prusse-Occidentale.
Toutes ces mesures se heurtent à une vive opposition de l'Église catholique et du Zentrum. Grâce au soutien des nationaux-libéraux, il parvient à obtenir des majorités au Parlement pour les lois. Ces événements renforcent finalement la séparation de l'Église et de l'État.
Falk obtient une augmentation des salaires des enseignants. Grâce à la multiplication des séminaires et à une organisation adéquate, le nombre d'enseignants et de classes augmente considérablement (environ 4000 enseignants de plus qu'avant son entrée en fonction). Il dote les universités de moyens plus importants et augmente les dépenses pour la culture des arts.
Une loi sur l'enseignement, qui doit dorénavant protéger le système scolaire contre l'arbitraire de l'administration et dont le projet est achevé en 1876, échoue en raison de l'opposition du ministre des Finances contre les coûts supplémentaires. Falk tente de donner à l'Église protestante des anciennes provinces de Prusse une position indépendante par le biais de la Constitution synodale pour les provinces ecclésiastiques des huit anciennes provinces de Prusse, approuvée en 1875 par un synode général extraordinaire et également en 1876 par le parlement.
Le parti orthodoxe des prédicateurs de la cour s'en servit pour faire de l'agitation auprès de l'empereur Guillaume Ier contre le ministre libéral qu'il déteste, pour renverser d'abord le président du Conseil supérieur de l'Église protestante prussienne Emil Herrmann, nommé par Falk, puis pour contraindre Falk lui-même à demander son départ en 1878. Grâce à une complaisance mutuelle, Falk est certes maintenu dans ses fonctions en 1878, mais lorsque Bismarck se rapproche du Zentrum au Reichstag en 1879, à l'occasion des négociations sur le tarif douanier, Falk préfère anticiper un éventuel licenciement en renouvelant sa demande, qui est acceptée le 14 juillet 1879, et en se limitant à son activité parlementaire. Falk est député du Reichstag depuis qu'il a remporté une élection partielle dans la 3e circonscription de Liegnitz (Glogau) le 9 janvier 1873. De 1874 à 1882, il représente la 4e circonscription de Liegnitz (Lüben-Bunzlau), n'appartient d'abord à aucun groupe parlementaire, puis est de 1874 à 1880 stagiaire au sein du groupe parlementaire du Parti du Reich et en 1881 il rejoint le Parti national- libéral. Le 31 janvier 1882, Falk démissionne de son mandat au Reichstag. Il est député de la Chambre des représentants de Prusse de 1859 à 1861 pour la 5e circonscription de Gumbinnen/Prusse-Orientale et de 1873 à 1882 pour la 5e circonscription de Düsseldorf (Duisbourg-Essen). Il est resté non-inscrit à la Chambre des représentants. Nommé président du tribunal régional supérieur de Hamm en 1882, Falk démissionne de ses deux mandats et se retire complètement de la vie politique. Un recueil de ses discours est resté inachevé.

## Président du tribunal régional supérieur d'Hamm
Pendant le mandat d'Adalbert Falk en tant que président du tribunal régional supérieur d'Hamm, le nouveau tribunal régional supérieur est construit dans la banlieue sud. Le nouveau bâtiment, qui sert aujourd'hui de mairie de la ville de Hamm, est achevé en 1899. Le lieu de résidence de Falk, la villa du président du tribunal régional supérieur, se trouve en face de ce qui est aujourd'hui le site du bureau de l'emploi à Hamm.

## Honneurs

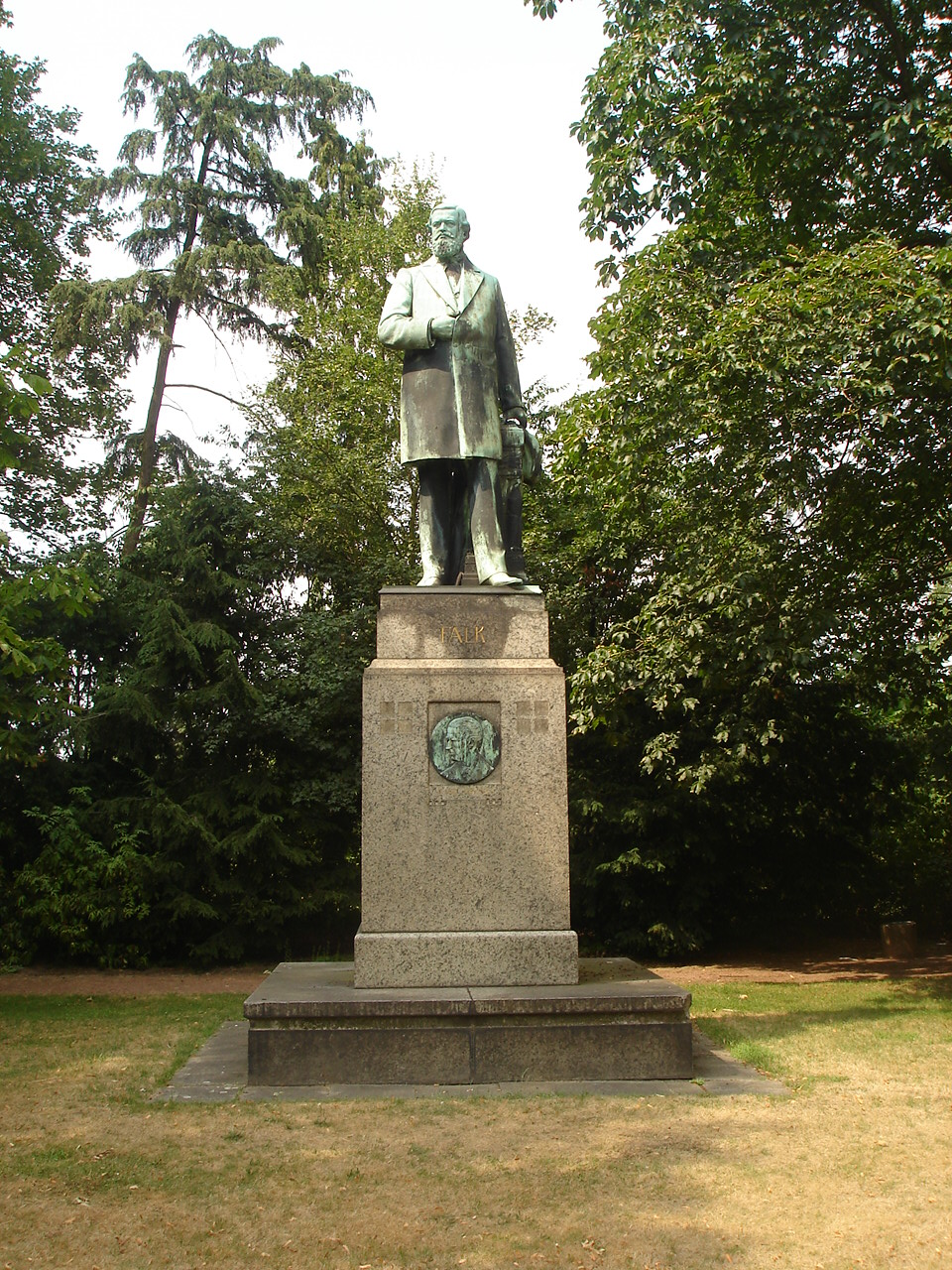
Monument de Falk à Hamm (photographie de 2006)

- Le 10 juin 1905, un monument (du sculpteur Wilhelm Wandschneider) est dévoilé au citoyen d'honneur de Hamm (1898), dans la Ostenallee à Hamm.
- En 1900, il est accepté comme membre honoraire de l'Académie prussienne des sciences.
- En tant que mécène du système scolaire et de la maison de Luther de Wittemberg, il devient citoyen d'honneur de la ville de Wittenberg en 1876. La Falkstraße d'aujourd'hui est nommée en sa mémoire.
- Dans l'actuel Berlin, deux communes alors indépendantes sont nommées : Falkstraße à Rixdorf (aujourd'hui Neukölln) avant 1877, Falkplatz à Berlin en 1906
- À Unna, la Falkstraße et l'école Falk de cette rue portent son nom.
- À Francfort-sur-le-Main, Falkstrasse dans le quartier de Bockenheim et un lycée du quartier de Gallus portent son nom.
- À Hamm, Adalbert-Falk-Strasse porte son nom.
- L'école primaire actuelle, fondée en 1893, est située dans la Falkstraße à Herford.